# Dan Bramble
Pour les articles homonymes, voir Bramble.
Daniel « Dan » Bramble (né le 14 octobre 1990 à Chesterfield) est un athlète britannique, spécialiste du saut en longueur.

## Biographie
Il atteint pour la première fois de sa carrière les 8 mètres au saut en longueur en 2015 et porte son record personnel à 8,21 m le 18 avril 2015 à Clermont. Éliminé dès les qualifications des championnats du monde 2015, à Pékin, il se classe sixième des Championnats du monde en salle 2016, à Portland, avec un saut à 8,14 m. 

## Palmarès
| Date | Compétition                       | Lieu       | Résultat | Marque |
| ---- | --------------------------------- | ---------- | -------- | ------ |
| 2016 | Championnats du monde en salle    | Portland   | 6e       | 8,14 m |
| 2017 | Championnats d'Europe par équipes | Lille      | 1er      | 8,00 m |
| 2018 | Jeux du Commonwealth              | Gold Coast | 5e       | 7,94 m |
| 2018 | Championnats d'Europe             | Berlin     | 6e       | 7,90 m |

## Records
| Épreuve          | Performance | Lieu     | Date          |
| ---------------- | ----------- | -------- | ------------- |
| Saut en longueur | 8,21 m      | Clermont | 18 avril 2015 |